# Buenavista (Messico)
Buenavista è una municipalità dello stato di Michoacán, nel Messico centrale, il cui capoluogo è la località di Buenavista Tomatlán.
La municipalità conta 42.234 abitanti (2010) e ha un'estensione di 922,16 km².
Il nome della località si deve alla bellezza del paesaggio circostante.